# FK Ataka Minsk
Maillots
Le Futbolny Klub Ataka Minsk, plus couramment abrégé en FK Ataka Minsk (en russe : ФК Атака Минск et en biélorusse : ФК Атака Мінск), est un club biélorusse de football fondé en 1986 et disparu en 1998, et basé à Minsk, la capitale du pays.

## Histoire
La meilleure place obtenue par le club en première division biélorusse est une quatrième place en 1995.
Le FK Ataka Minsk participe à la Coupe Intertoto 1996 et termine dernier du groupe 7 composé du Rotor Volgograd, de l'Antalyaspor, du FC Bâle et du FC Chakhtar Donetsk.

## Bilan sportif

### Palmarès
| Compétitions nationales                                                                                                   |
| --- |
| - Championnat de Biélorussie D2 : - Vice-champion : 1994-95. - Championnat de Biélorussie D3 : - Vice-champion : 1993-94. |

### Bilan par saison
| Saison    | Championnat | Championnat | Championnat | Championnat | Championnat | Championnat | Championnat | Championnat | Championnat | Championnat | Coupe de Biélorussie |
| Saison    | Division    | Pos         | Pts         | J           | V           | N           | D           | BP          | BC          | Diff        | Coupe de Biélorussie |
| --------- | ----------- | ----------- | ----------- | ----------- | ----------- | ----------- | ----------- | ----------- | ----------- | ----------- | -------------------- |
| 1992      | 3e          | 4e          | 20          | 15          | 7           | 6           | 2           | 27          | 15          | +13         | Seizièmes de finale  |
| 1992-1993 | 3e          | 7e          | 31          | 30          | 14          | 3           | 13          | 42          | 44          | -2          | Premier tour         |
| 1993-1994 | 3e          | 2e          | 54          | 34          | 25          | 4           | 5           | 66          | 12          | +54         | Seizièmes de finale  |
| 1994-1995 | 2e          | 2e          | 43          | 30          | 18          | 7           | 5           | 57          | 20          | +37         | Seizièmes de finale  |
| 1995      | 1re         | 4e          | 29          | 15          | 8           | 5           | 2           | 26          | 7           | +19         | Demi-finales         |
| 1996      | 1re         | 6e          | 44          | 30          | 13          | 5           | 12          | 31          | 42          | -11         | Demi-finales         |
| 1997      | 1re         | 12e         | 30          | 30          | 8           | 6           | 16          | 29          | 44          | -15         | Quarts de finale     |
| 1997      | 1re         | 12e         | 30          | 30          | 8           | 6           | 16          | 29          | 44          | -15         | Seizièmes de finale  |

Légende
- Promu en division supérieure

### Bilan européen
Note : dans les résultats ci-dessous, le score du club est toujours donné en premier.
| Saison | Compétition     | Tour     | Club             | Domicile | Extérieur | Total     |
| ------ | --------------- | -------- | ---------------- | -------- | --------- | --------- |
| 1996   | Coupe Intertoto | Groupe 7 | Rotor Volgograd  | 0 - 4    | N/A       | Cinquième |
| 1996   | Coupe Intertoto | Groupe 7 | Chakhtar Donetsk | N/A      | 2 - 1     | Cinquième |
| 1996   | Coupe Intertoto | Groupe 7 | Antalyaspor      | 0 - 3    | N/A       | Cinquième |
| 1996   | Coupe Intertoto | Groupe 7 | FC Bâle          | N/A      | 0 - 5     | Cinquième |

Légende
- Victoire ou qualification pour le tour suivant
- Match nul
- Défaite ou élimination de la compétition